# D. Brown (cràter)
|  | No s'ha de confondre amb Brown (cràter). |

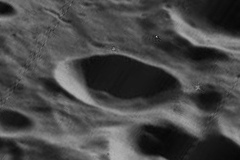
Vista obliqua de D. Brown (imatge Lunar Orbiter 5)

D. Brown és un petit cràter d'impacte situat en el sector sud-sud-est de l'interior del cràter Apol·lo, en la cara oculta de la Lluna. Es troba a l'espai comprès entre els dos anells muntanyencs que conformen el gran cràter.

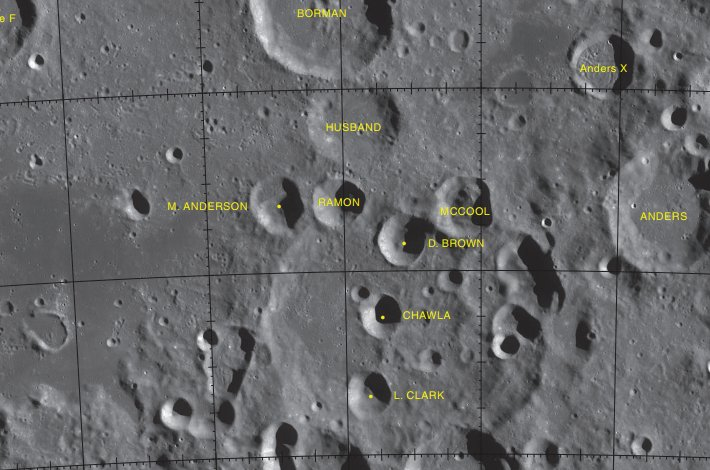
Entorn de D. Brown

El cràter està pràcticament intacte. Presenta una forma lleugerament el·líptica, orientada amb el seu eix principal en direcció nord-sud. La vora del brocal, amb un perfil afilat, aconsegueix els 730 m sobre el terreny circumdant. Els talusos interiors són amplis, arribant fins a la meitat del radi del cràter. El fons del bol és relativament pla, amb diversos pujols aïllats.

## Designació
El nom va ser adoptat per la UAI en 2006, com a homenatge als set astronautes que van perir en l'accident del Transbordador Espacial Columbia esdevingut l'1 de febrer de 2003. Els noms dels set cràters són:
- Chawla, D. Brown, Husband, L. Clark, McCool, M. Anderson i Ramon.
- El cràter Apol·lo, amb la relació dels cràters dedicats als astronautes morts en l'accident del Columbia.

## Referències

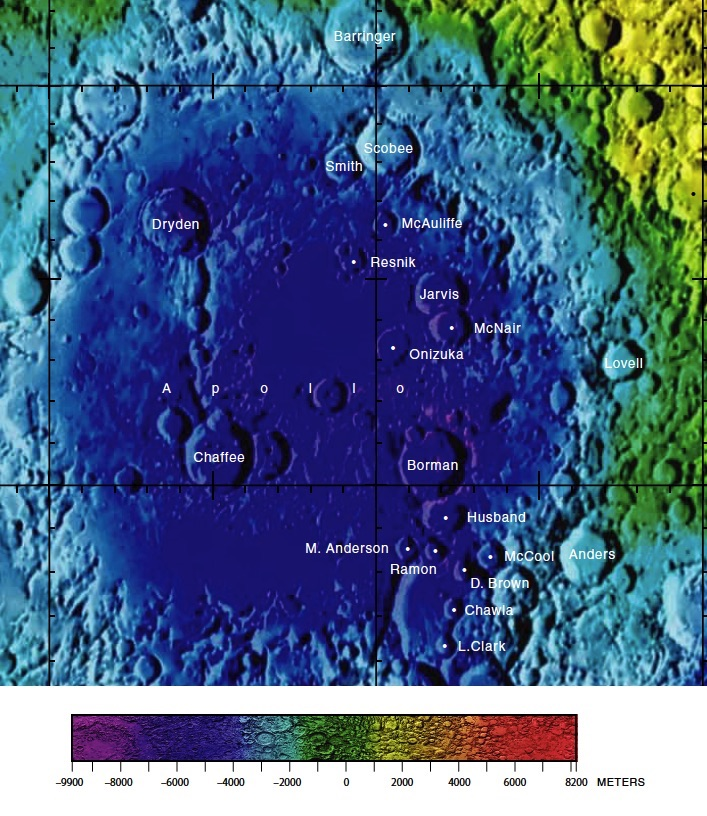
Cràters interiors d'Apol·lo

### Altres referències
- (WGPSN), IAU Working Group for Planetary System Nomenclature. «Gazetteer of Planetary Nomenclature. 1:1 Million-Scale Maps of the Moon» (en anglès).  UAI / USGS, 13-02-2013. [Consulta: 6 abril 2016].
- Andersson, L. E.; Whitaker, E. A.,. NASA Catalogue of Lunar Nomenclature (en anglès).  NASA RP-1097, 1982.
- Blue, Jennifer. «Gazetteer of Planetary Nomenclature» (en anglès).  USGS, 25-07-2007. [Consulta: 2 gener 2012].
- Bussey, B.; Spudis, P.. The Clementine Atlas of the Moon (en anglès).  Nueva York: Cambridge University Press, 2004. ISBN 0-521-81528-2.
- Cocks, Elijah E.; Cocks, Josiah C.. Who's Who on the Moon: A Biographical Dictionary of Lunar Nomenclature (en anglès).  Tudor Publishers, 1995. ISBN 0-936389-27-3.
- McDowell, Jonathan. «Lunar Nomenclature» (en anglès).   Jonathan's Space Report, 15-07-2007. [Consulta: 2 gener 2012].
- Menzel, D. H.; Minnaert, M.; Levin, B.; Dollfus, A.; Bell, B. «Report on Lunar Nomenclature by The Working Group of Commission 17 of the IAU» (en anglès). Space Science Reviews, 12, 1971, pàg. 136.
- Moore, Patrick. On the Moon (en anglès).  Sterling Publishing Co, 2001. ISBN 0-304-35469-4.
- Price, Fred W. The Moon Observer's Handbook (en anglès).  Cambridge University Press, 1988. ISBN 0521335000.
- Rükl, Antonín. Atlas of the Moon (en anglès).  Kalmbach Books, 1990. ISBN 0-913135-17-8.
- Webb, Rev. T. W.. Celestial Objects for Common Telescopes, 6ª edición revisada (en anglès).  Dover, 1962. ISBN 0-486-20917-2.
- Whitaker, Ewen A. Mapping and Naming the Moon (en anglès).  Cambridge University Press, 2003. 978-0-521-54414-6.
- Wlasuk, Peter T. Observing the Moon (en anglès).  Springer, 2000. ISBN 1-85233-193-3.